# 罗曼·阿莫扬
罗曼·阿莫扬（Roman Amoyan，1983年9月3日—），亚美尼亚男子摔跤运动员，主攻古典式摔跤。曾参加2008年夏季奥林匹克运动会，最终在男子55公斤级项目上收获一枚铜牌。